# غارة مصياف (2024)
في 8 سبتمبر 2024، شنّت إسرائيل هجومًا على فرع مركز الدراسات والأبحاث العلمية السوري بالقرب من مصياف في شمال غرب البلاد، مما أسفر عن مقتل ما لا يقل عن ثمانية عشر شخصًا وفقًا لوسائل الإعلام الرسمية. وذكر المرصد السوري لحقوق الإنسان، ومقره المملكة المتحدة، أن عدد القتلى بلغ 27.
قال الجيش السوري إن الطائرات الإسرائيلية التي كانت تحلق فوق شمال غرب لبنان أطلقت صواريخ على "عدد من المواقع العسكرية في المنطقة الوسطى" حوالي الساعة 20:20 بتوقيت غرينتش، وأن بعض الصواريخ تم إسقاطها. وتضررت الطريق السريعة بين مصياف ووادي العيون، واندلعت النيران في منطقة حير عباس المشجرة.
ونقلت صحيفة نيويورك تايمز وأكسيوس عن مسؤولين غربيين أن قوات الكوماندوز الإسرائيلية من وحدة شالداغ هبطت في الموقع بواسطة مروحية، تحت غطاء من الغارات الجوية، لتدمير منشأة تحت الأرض تُستخدم من قبل حلفاء الحكومة السورية، حزب الله اللبناني وإيران، لبناء صواريخ موجهة بدقة.
وقد حدد المرصد السوري لحقوق الإنسان ووكالات المخابرات الغربية سابقًا مركز الدراسات والأبحاث العلمية كمسؤول عن برامج تطوير الأسلحة الكيميائية والصواريخ السورية. كما ذكر المرصد أن ضباطًا من الحرس الثوري الإيراني كانوا متمركزين في الموقع لمدة ست سنوات، وهو ما رفض المتحدث باسم وزارة الخارجية الإيرانية ناصر كنعاني تأكيده أو نفيه. وكان من المقرر أن تكون العملية الإسرائيلية هجومًا بريًا بعد أن دفعت الغارات الجوية على مدار السنوات السابقة حزب الله وإيران—التي تشارك في صراع طويل الأمد مع إسرائيل والذي تصاعد في ظل حرب إسرائيل-حماس—إلى نقل عملياتهم تحت الأرض.

### ردود الفعل
قال الجيش الإسرائيلي إنه لن يعلق على الغارات.
ونددت وزارة الخارجية السورية بالغارات واعتبرتها "عدوانًا سافرًا".
ووصفت وزارة الخارجية الإيرانية الغارات بأنها "هجوم إجرامي".
وادان وزير الخارجية الكوبي برونو رودريغيز بارريلا الغارة باعتبارها عدوانًا إسرائيليًا وتصعيدًا إقليميًا للتوتر.